# 大元邨
大元邨（英語：Tai Yuen Estate）是香港的一個公共屋邨，位於新界東大埔中部的大埔海填海區，於1980年落成。現由富寧物業管理有限公司負責屋邨管理。大元邨是大埔新市鎮開始發展後，首條落成的公共屋邨，而「元」字有開始之意（開元），故以此命名，跟元朗區或元朝沒有關係。
汀雅苑（英語：Ting Nga Court）是大元邨內的一個居者有其屋屋苑，原本為大元邨第二期的泰熹樓，因居屋計劃反應熱烈而改作居屋出售。屋苑共有三座舊十字型樓宇，在1981年落成，是香港早期落成的居屋屋苑之一，也是大埔新市鎮開始發展後，首個落成的居屋屋苑。跟一般居屋不同，汀雅苑所有單位均不用補地價，而且一律都可以在公開市場自由轉讓。

## 歷史
1977年7月，政府決定發展大埔，拆遷元洲仔，初步把擬建的大埔第一個公共屋邨命名為「元洲仔新邨」，並欲正式命名為「大元邨」或「南坑邨」。及後，採用了大元邨這名字，並公佈計劃分兩期興建，共8座大廈。
1979年4月，把大元邨8座樓宇命名為：豐泰樓、順泰樓、民泰樓、康泰樓、榮泰樓、華泰樓、怡泰樓、安泰樓。同年6月，重新定名為：泰欣樓、泰榮樓、泰民樓、泰樂樓、泰怡樓、泰寧樓、泰熹樓以及泰德樓。
1980年4月，第一期的泰榮樓以及泰民樓率先入伙。泰欣樓以及泰樂樓則同年6月入伙。而第二期的泰怡樓、泰寧樓以及泰德樓仍然進行建築工程，原先預計翌年中入伙。最終泰怡樓及泰寧樓率先於同年12月落成，但由於泰德樓施工進度比較落後，於1981年4月才正式落成。按當時銓敘科資料，泰德樓原本劃為公務員及其家屬優先入住。此外，其他樓宇主要用作安置受大埔及粉嶺／上水新市鎮拆遷影響的居民。
1980年6月尾，政府公佈將原本屬於大元邨第二期的泰熹樓撥為居者有其屋之用，成爲汀雅苑。

## 屋苑資料

### 樓宇

#### 大元邨
| 樓宇名稱（座號） | 樓宇類型                | 落成年份 | 樓層                  | 每伙層數                   | 每座單位數目（伙） | 承建商   | 提供升降機的廠商 （更換前） | 提供升降機的廠商 （更換後） | 期數 |
| ---------------- | ----------------------- | -------- | --------------------- | -------------------------- | ------------------ | -------- | --------------------------- | --------------------------- | ---- |
| 泰樂樓（第4座）  | 三連座工字型 （第一代） | 1980年   | 28（高座） 26（低座） | 45（2-26樓） 15（27-28樓） | 1155               | 順成建築 | 迅達                        | 迅達                        | 1    |
| 泰怡樓（第5座）  | 三連座工字型 （第一代） | 1980年   | 28（高座） 26（低座） | 45（2-26樓） 15（27-28樓） | 1155               | 均利建築 | 快高靈                      | 迅達                        | 2    |
| 泰寧樓（第6座）  | 雙連座工字型 （第一代） | 1980年   | 28（高座） 26（低座） | 30（2-26樓） 15（27-28樓） | 780                | 均利建築 | 快高靈                      | 迅達                        | 2    |
| 泰欣樓（第1座）  | 雙連座工字型 （第一代） | 1980年   | 28（高座） 26（低座） | 30（2-26樓） 15（27-28樓） | 780                | 順成建築 | 迅達                        | 迅達                        | 1    |
| 泰德樓（第8座）  | 舊長型 （連接E）        | 1981年   | 14                    | 32（4-14樓） 15（2樓）     | 367                | 均利建築 | 迅達                        | 迅達                        | 2    |
| 泰民樓（第3座）  | 舊長型 （連接E）        | 1980年   | 14                    | 32（4-14樓） 14（2樓）     | 366                | 順成建築 | 迅達                        | 迅達                        | 1    |
| 泰榮樓（第2座）  | 舊長型 （連接C）        | 1980年   | 14                    | 32（4-14樓）               | 352                | 順成建築 | 迅達                        | 迅達                        | 1    |

（註：因發展計劃內的第7座已經轉作居者有其屋計劃屋苑的關係，故此略去部份座號。上述座號是以房屋署Estate Property的記錄為依歸。）

#### 汀雅苑
| 樓宇名稱（座號） | 樓宇類型              | 落成年份 | 層數 | 每層伙數 | 單位數目（伙） | 承建商   | 提供的升降機廠商 | 原屬樓宇        |
| ---------------- | --------------------- | -------- | ---- | -------- | -------------- | -------- | ---------------- | --------------- |
| 雅賢閣（A座）    | 舊十字型 （公屋設計） | 1981年   | 16   | 8        | 128            | 均利建築 | 快高靈           | 大元邨二期第7座 |
| 雅文閣（B座）    | 舊十字型 （公屋設計） | 1981年   | 16   | 8        | 128            | 均利建築 | 快高靈           | 大元邨二期第7座 |
| 雅群閣（C座）    | 舊十字型 （公屋設計） | 1981年   | 16   | 8        | 128            | 均利建築 | 快高靈           | 大元邨二期第7座 |

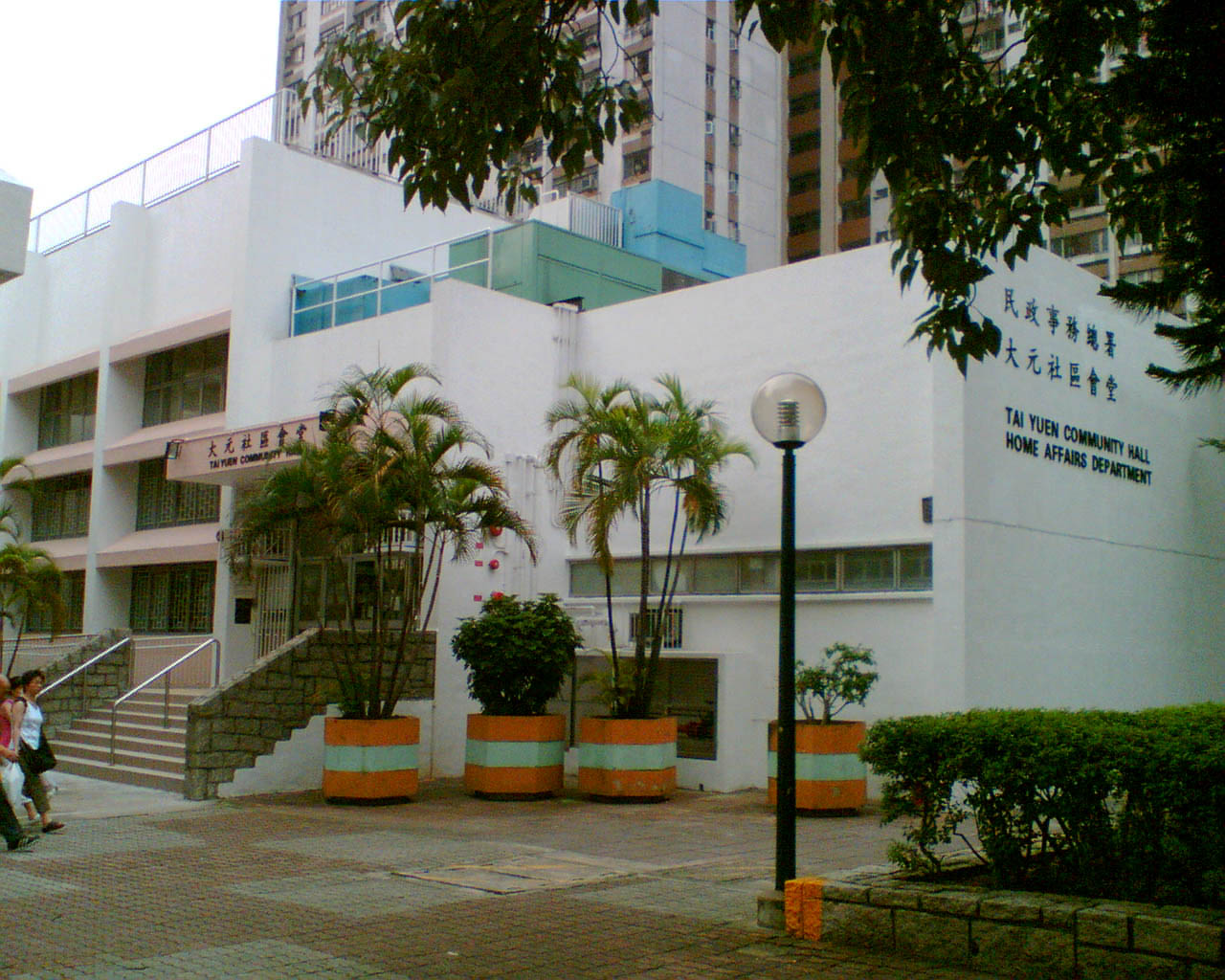
大元社區會堂
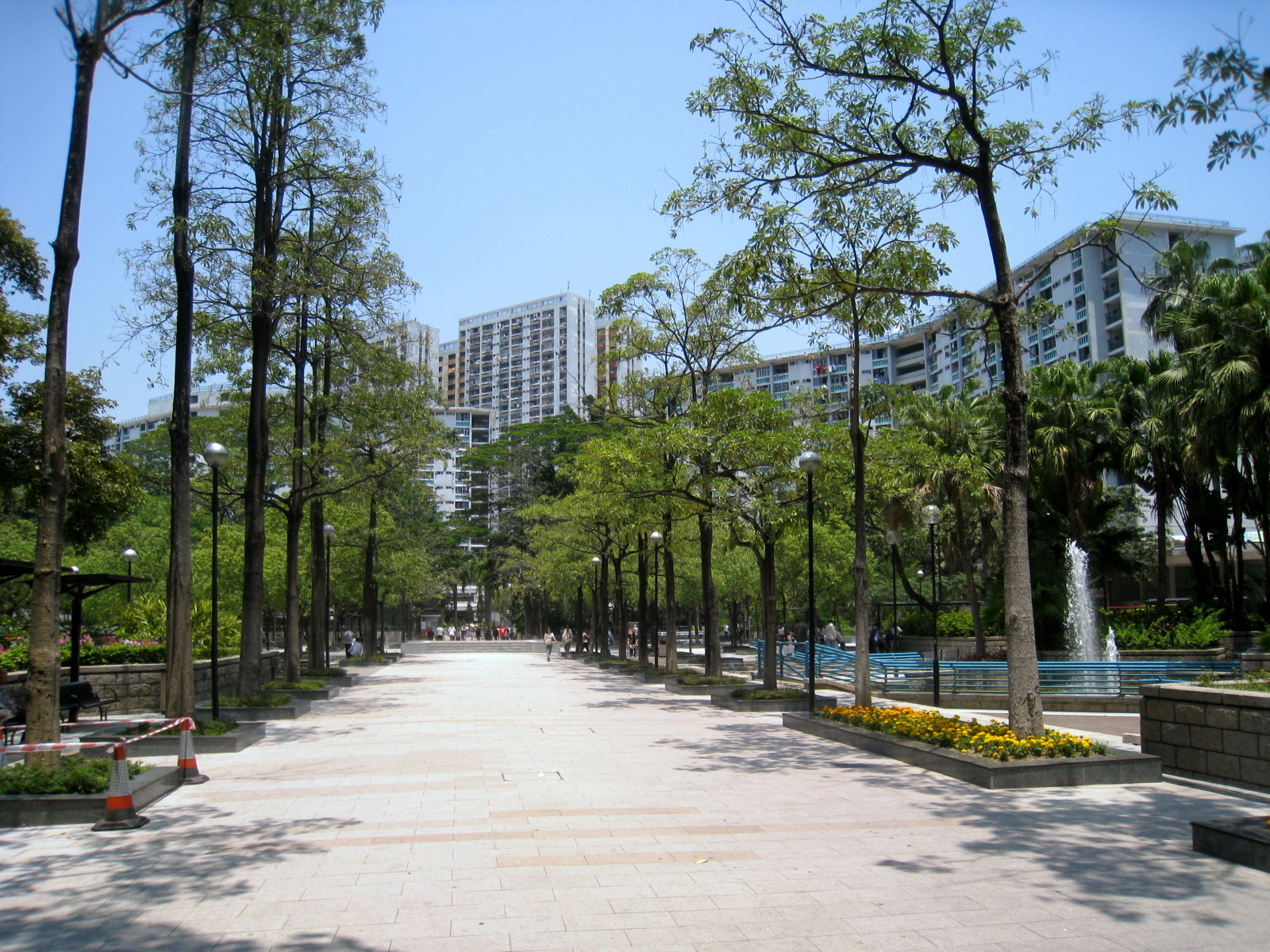
大埔中央廣場
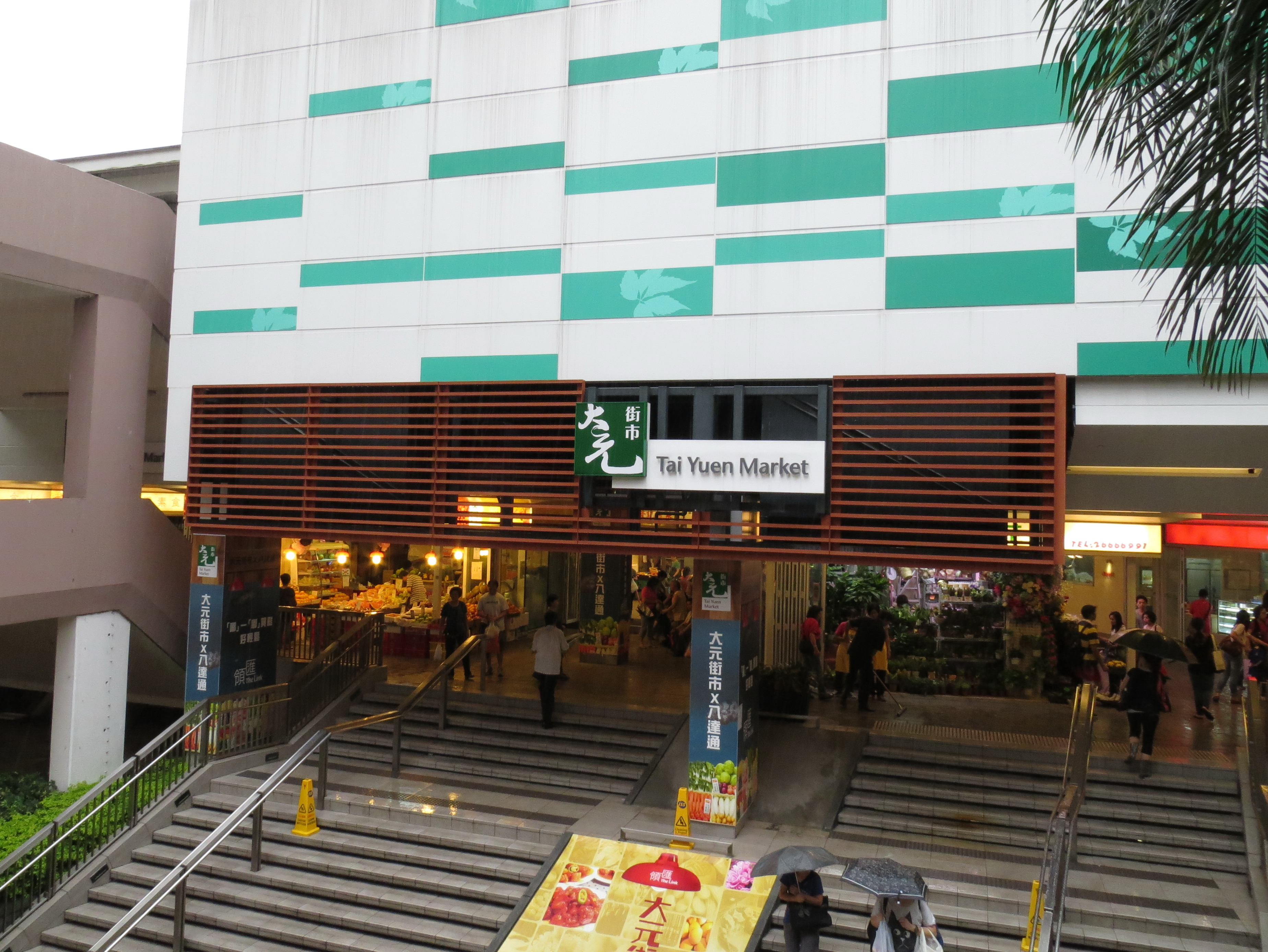
大元街市
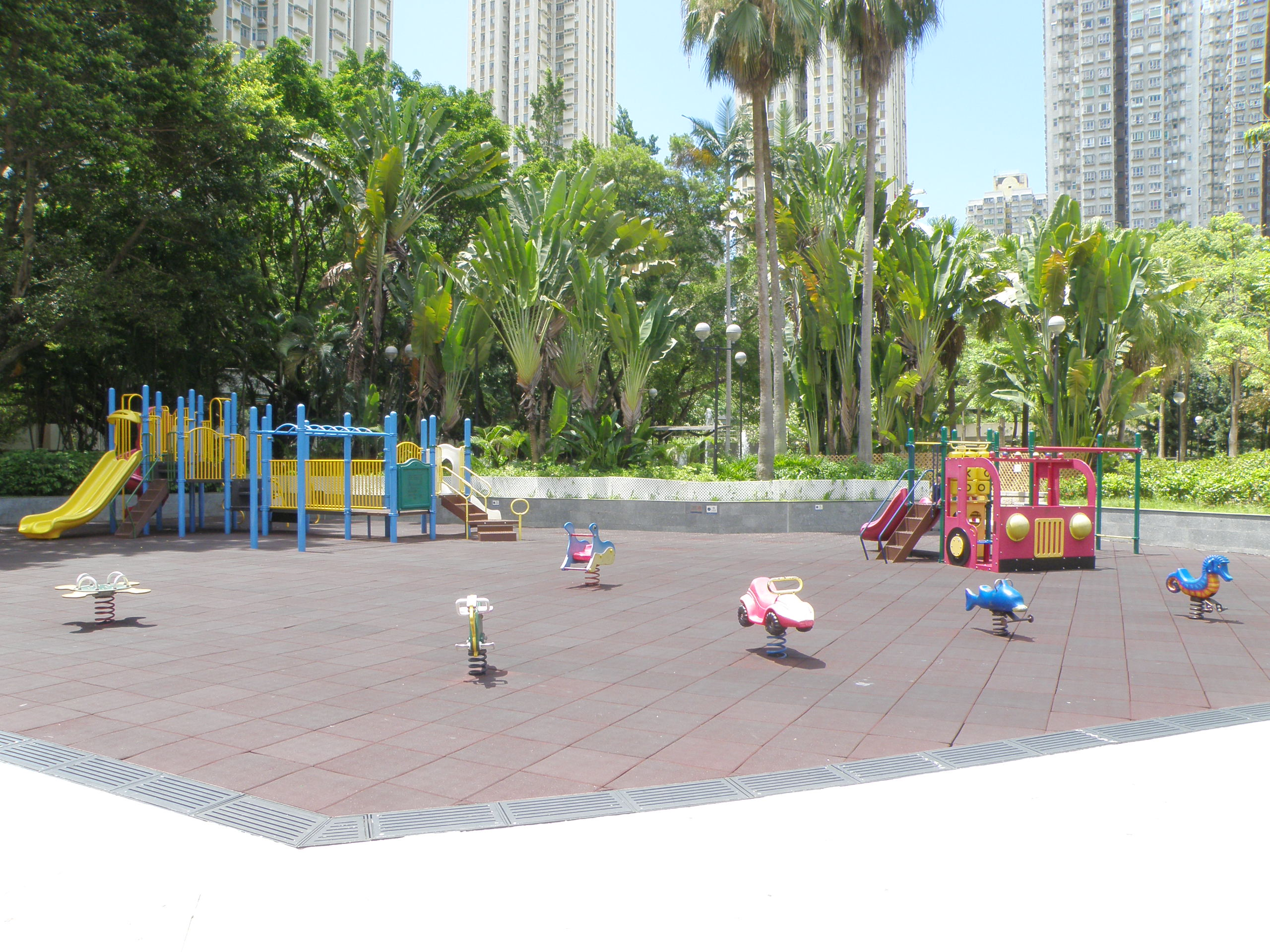
大元邨遊樂設施

## 商場
大元商場主要分為2座（A座和B座），當中A座為新翼，B座為舊翼。A座主要租戶包括萬寧，日本城，百佳超級市場和健身中心MPower Fitness。而B座樓高3層，設7-11便利店，惠康超級市場，纖體中心，大昌食品（已於2019年初結業，現為大利凍肉），潮記魚旦王和基督教宣道會新興堂。而大元街市平台設有多間餐廳，包括翠湖海鮮酒家和多國菜。
在2023年5月，大元商場一樓平台活化為「Play Eat Tai Yuen」寵物共享花園。

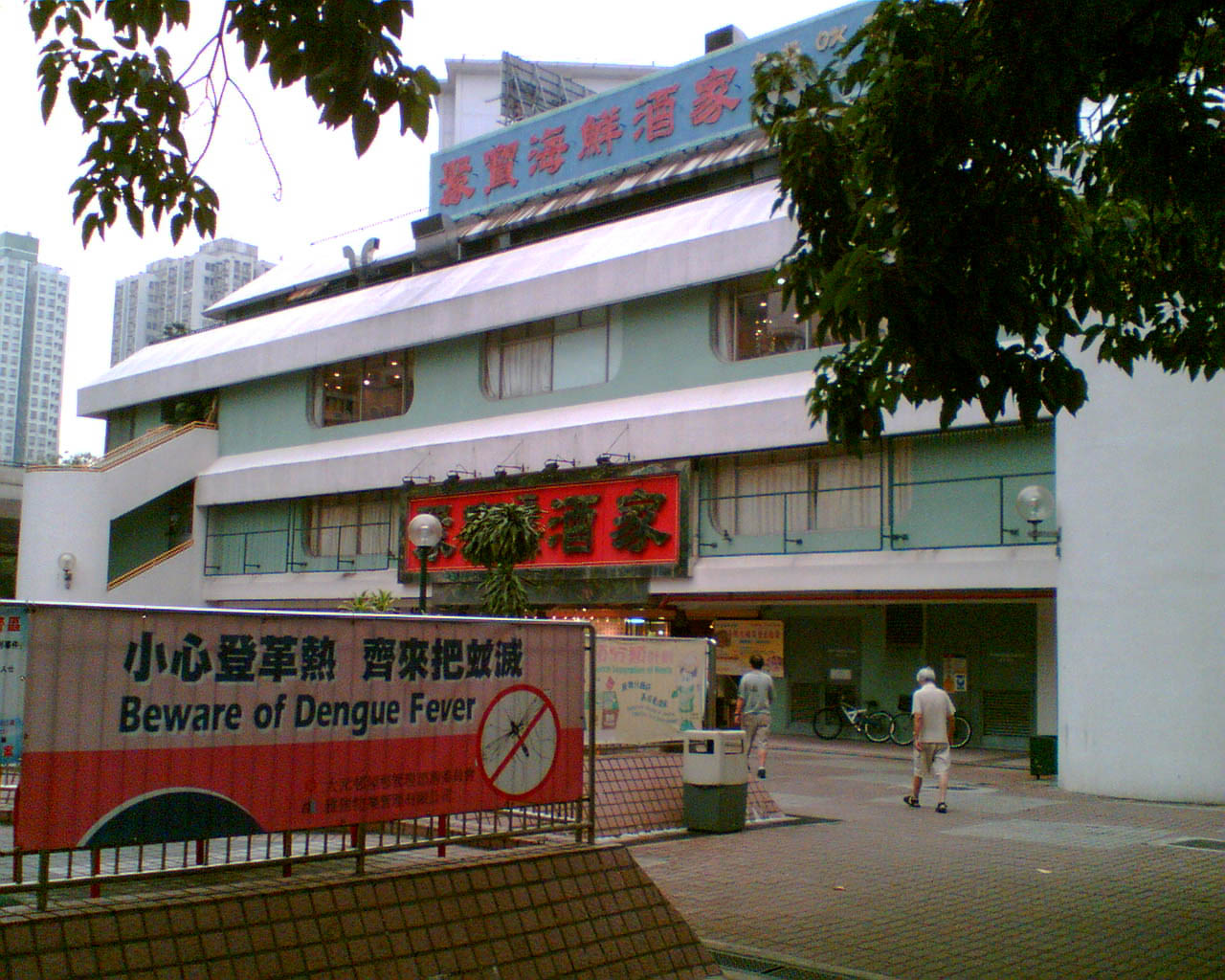
大元購物商場（圖中的酒家已易手，由聚寶→茗苑→金恒香→百盈，後改為安老院；2006年7月）
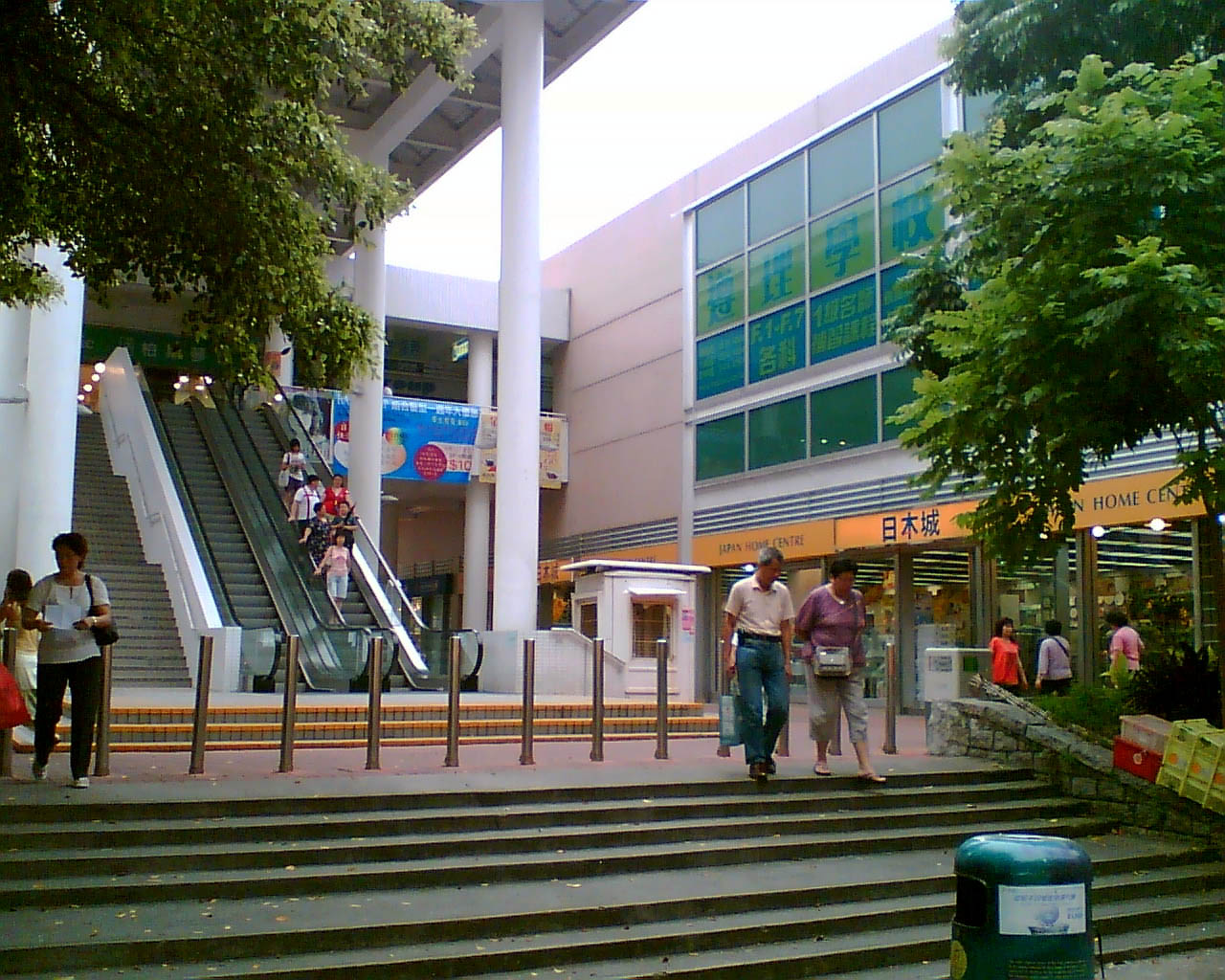
大元美食廣場
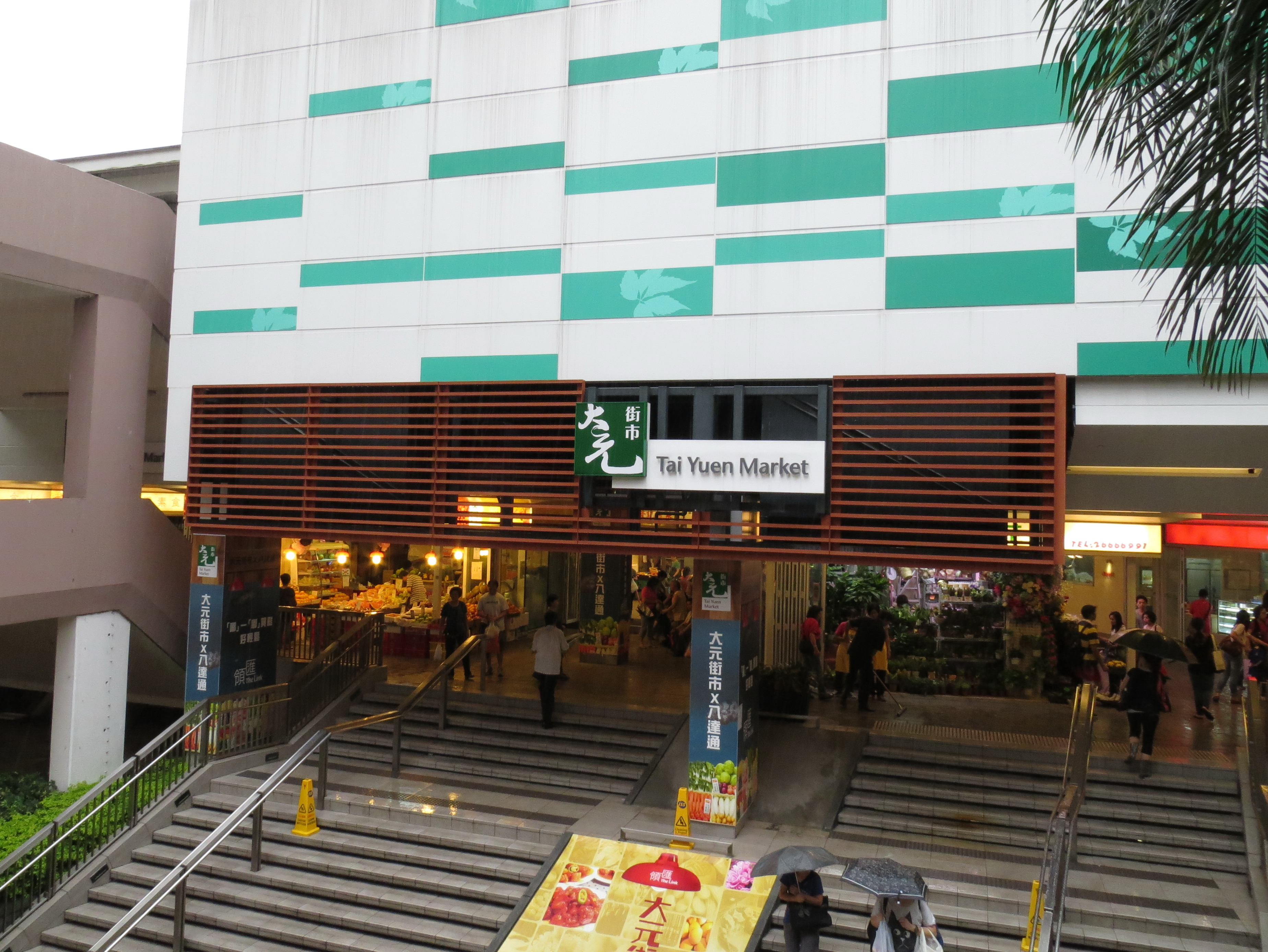
大元街市

## 教育及福利設施

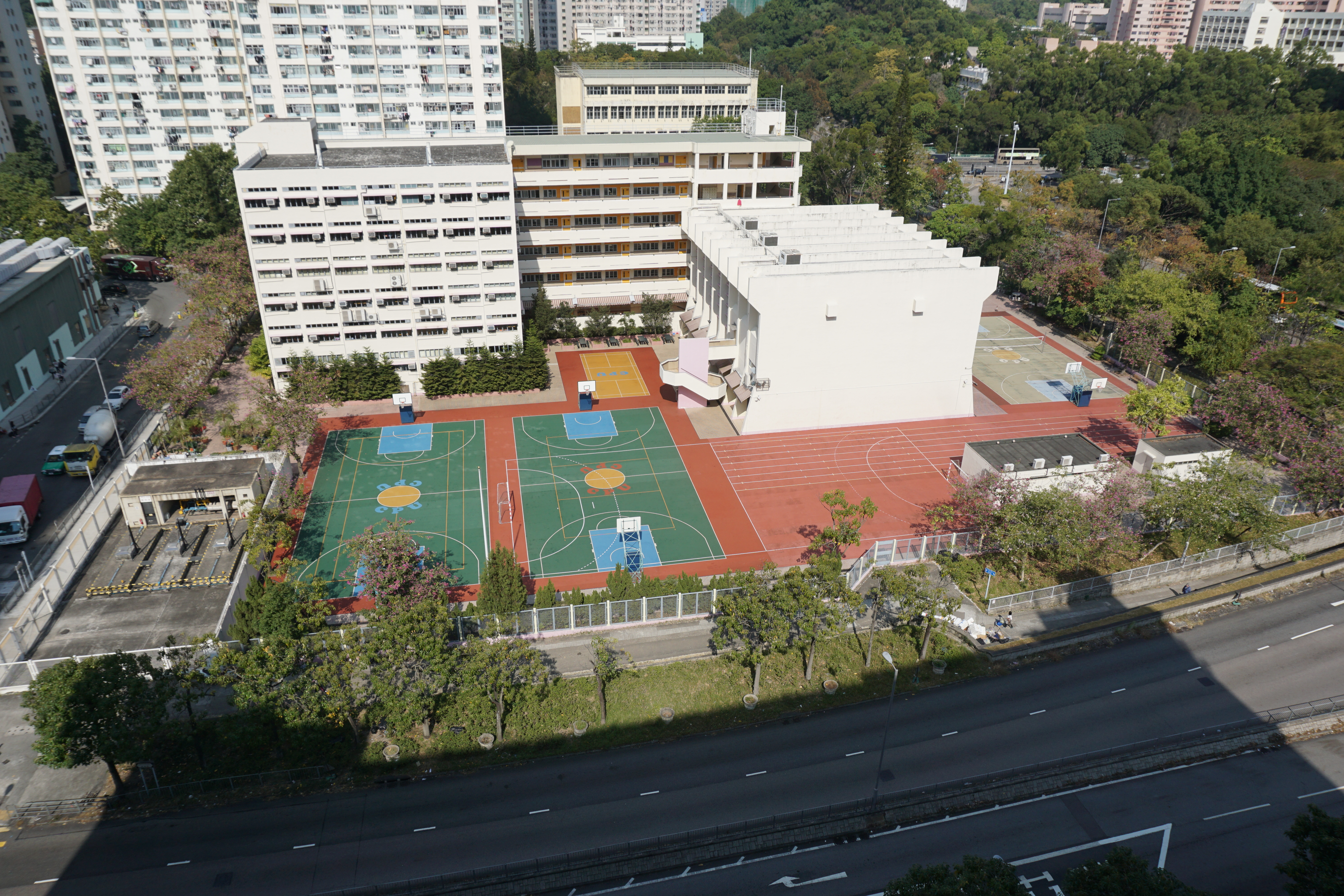
迦密柏雨中學

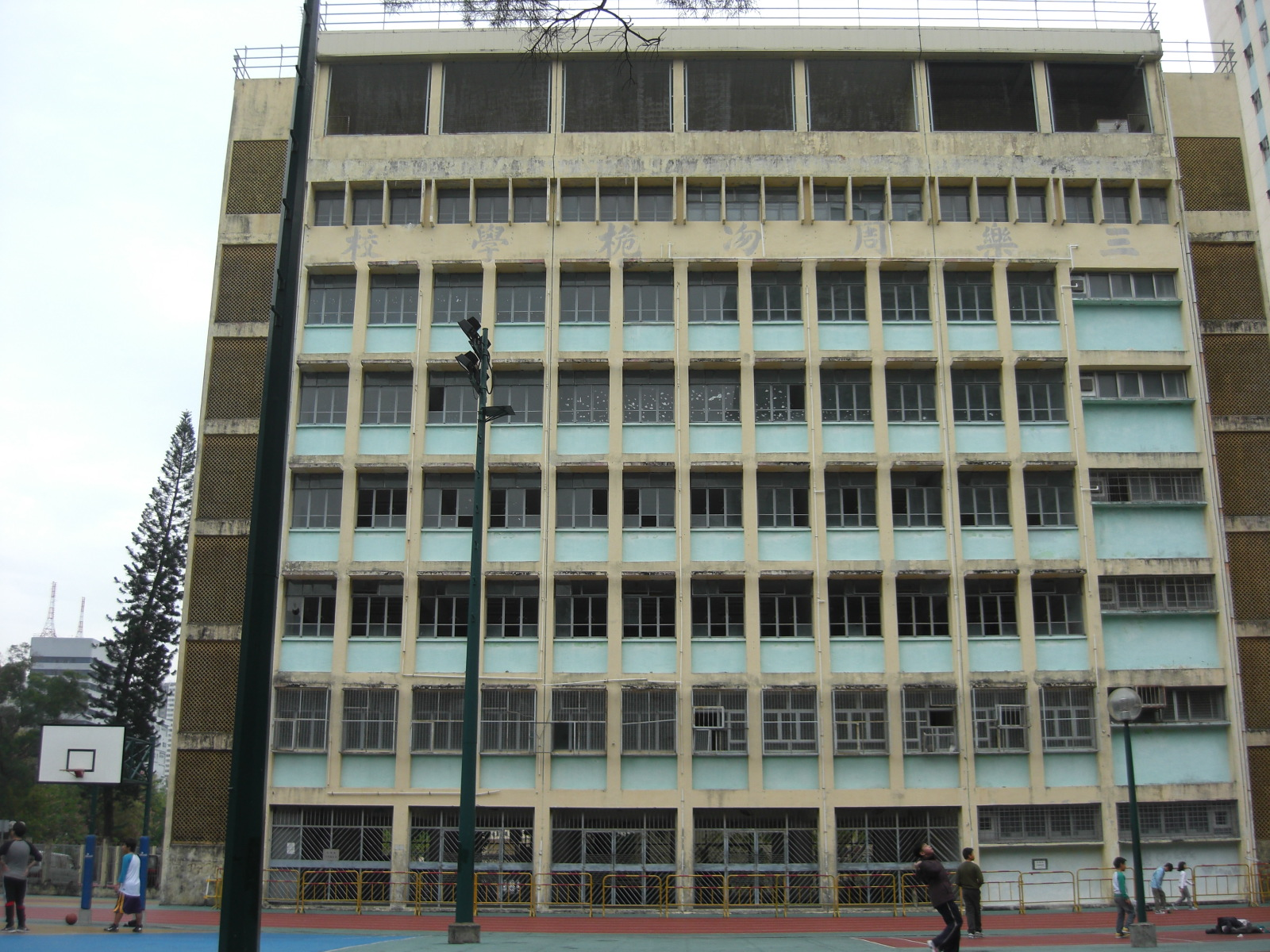
前孔教學院三樂周𠖳桅學校校舍（於2006年被殺校，現為新界婦孺福利會基督教銘恩小學校舍，2012年12月）

### 幼稚園
- 東華三院洪王家琪幼稚園 （页面存档备份，存于）（1983年創辦）（位於大元邨泰德樓3樓309-316室）
- 救世軍大元幼兒學校 （页面存档备份，存于）（1983年創辦）（位於大元邨泰寧樓地下）

### 小學
- 新界婦孺福利會梁省德學校
- 香港道教聯合會雲泉吳禮和紀念學校
- 新界婦孺福利會基督教銘恩小學

### 中學
- 迦密柏雨中學
- 新界鄉議局大埔區中學
- 南亞路德會沐恩中學

### 補習社
- 遵理學校

### 綜合青少年服務中心
- 救世軍大埔青少年綜合服務（位於大元邨泰民樓3樓）

### 綜合家居照顧服務
- 香港青少年服務處大埔綜合家居照顧服務中心 （页面存档备份，存于）（位於大元邨泰榮樓地下11-12號）

### 長者鄰舍中心
- 嗇色園主辦可康耆英鄰舍中心 （页面存档备份，存于）（位於大元邨泰欣樓地下22-29號）

### 安老院
- 東華三院許麗娟安老院 （页面存档备份，存于）（位於大元邨泰寧樓地下及2樓）
- 柏賢雅居（位於大元商場B座1樓105-106號鋪及2至3樓全層）